# Ландульф I (гастальд Капуанський)
Ландульф I Старий (*бл.795 — †843), перший гастальд Капуанський та представник видатного роду, який правив Капуєю аж до 1058.
У 839 Ландульф вирішив визволити Сіконульфа, що був братом убитого князя Беневентського. Він підтримав Сіконульфа у його боротьбі з узурпатором Радельхізом I. Сіконульф був проголошений князем у Салерно. Пізніше він воював з Сікардом проти Неаполя, але потім уклав мирний договір з неаполітанцями, для того щоб більш ефективно боротись з Радельхізом, який найняв сарацинів. У 841 військо Радельхіза дощенту зруйнувало Капую, а тому Ландульф відбудував місто («Нова Капуя») на іншому місці. Ландульф помер у 843, привласнивши собі титул «граф».
Він мав 4 синів, які залишили помітний слід у тогочасній історії Італії: Ландо, який спадкував йому, Пандо, Ланденульф, перший граф Теано і Ландульф.